# Nikita Krjukov
Nikita Valerjevitj Krjukov (ryska: Никита Валерьевич Крюков), född 30 maj 1985, är en rysk före detta längdskidåkare som debuterade i världscupen 2007.
Hans främsta meriter är en guldmedalj i herrarnas sprint vid OS i Vancouver 2010, ett VM-brons i sprintstafett under VM 2011 i Holmenkollen och två guldmedaljer från VM i Val di Fiemme 2013 i den individuella sprinten och teamsprinten (tillsammans med Alexey Petukhov).
I februari 2014 erhöll han Fäderneslandets förtjänstordens medalj av första klassen. 2019 meddelade han att han avslutar karriären.